# Allen, Texas
Allen är en stad (city) i Collin County i Texas. Vid 2010 års folkräkning hade Allen 84 246 invånare.

## Kända personer från Allen
- Cedric Ogbuehi, utövare av amerikansk fotboll